# Bryum dichotomum
Bryum dichotomum (Bryum bicolor) és una espècie de molsa de la família de les briàcies.

## Descripció
Molsa dioica amb esporòfits freqüents, de 0,5 a 1 centímetre d'alçària que creix formant gespets compactes de color verd-groguenc o bé de forma aïllada. Rizoides de color marró pàl·lid lleugerament papil·losats. Els seus caulidis són de color verd o rogenc presenten fil·lidis de marge enter, còncaus i curts (2–2,5 mm.) en relació amb la seva amplada en comparació amb altres espècies de Bryum i augmenten de mida al llarg del caulidi. Els fil·lidis poden tenir nervis excurrents o percurrents, en aquest cas, l'àpex no supera el 400 µm. Presenta abundants bulbils axil·lars esfèrics o oblongs (fins a 5 per axil·la del fil·lodi), de forma i mida variable (200-500 µm.) Les càpsules són vermelloses o negroses, pèndules i apareixen al llarg de la tardor i hivern, al capdamunt d'unes setes rogenques i curtes (0.8 a 1,5 cm.). Tenen formada ovada, més aviat curtes entre 1 i 2.5 mm i molt estretes a la base de la seta. Presenta unes espores d'aproximadament 10 µm., groc pàl·lid, llises o lleugerament papil·losades.

## Ecologia i distribució
Molsa cosmopolita molt comuna i pionera. Apareix sobre sòls pertorbats, especialment arenoargil·losos i bàsics o àcids, com per exemple sòls compactats, al costat de camins, carreteres o cursos d'aigua, llits de zones inundades seques o depressions salines en dunes. També habita zones antropitzades com jardins, camps de conreu i inclús en terrats o teulades i murs. Present a la terra baixa i estatge montà d'arreu dels Països Catalans.